# Carlo Cudicini
Carlo Cudicini (Milano, 6 settembre 1973) è un allenatore di calcio ed ex calciatore italiano, di ruolo portiere, responsabile dei giocatori in prestito e Club Ambassador del Chelsea.
Occupa la 44ª posizione della speciale classifica istituita dall'IFFHS per il portiere del decennio 2001-2010, al pari del suo connazionale Ivan Pelizzoli.

## Biografia
Figlio di Fabio Cudicini, a sua volta portiere di livello internazionale, nonché nipote di Guglielmo. Dal 2002 è stato sentimentalmente legato per cinque anni alla conduttrice televisiva Alessia Marcuzzi.

## Carriera

### Giocatore

#### Club

##### Gli inizi
Cresciuto calcisticamente nel Milan, ha esordito con i rossoneri nella stagione 1992-1993, giocando gli ultimi minuti della partita di Champions League contro il Porto, il 3 marzo 1993. Ha poi disputato altre due partite da titolare prima della fine della stagione, contro la Roma in Coppa Italia e contro il PSV sempre in Champions League, ma non ha esordito in Serie A.
Successivamente viene ceduto in prestito al Como, prima di tornare al Milan e poi approdare al Prato, dove riesce a conquistarsi un posto da titolare, giocando 30 partite nella stagione 1995-1996 e suscitando l'interesse della Lazio, squadra in cui passa in prestito alla fine della stagione.
Con i biancocelesti gioca una sola partita, nella quale si infortuna gravemente, ma rimane in campo per non lasciare la porta sguarnita, visto che la squadra aveva terminato le sostituzioni disponibili. La sfida, che coincide con il suo esordio in Serie A, è un Lazio-Cagliari vinto 2-1 dalla Lazio. A causa di questo infortunio, nello specifico una lesione al legamento crociato anteriore del ginocchio destro, resterà fuori 6 mesi. Decide quindi di ricominciare nelle file del Castel di Sangro, dove disputa 46 partite.

##### Chelsea
Il 20 luglio 1999 si trasferisce al Chelsea, voluto dall'allenatore Gianluca Vialli. Inizialmente ingaggiato come portiere di riserva, a causa di un infortunio al titolare Ed de Goeij Cudicini ha l'occasione di giocare come titolare in 24 partite nella stagione 2000-2001, guadagnandosi così sul campo il posto fisso.

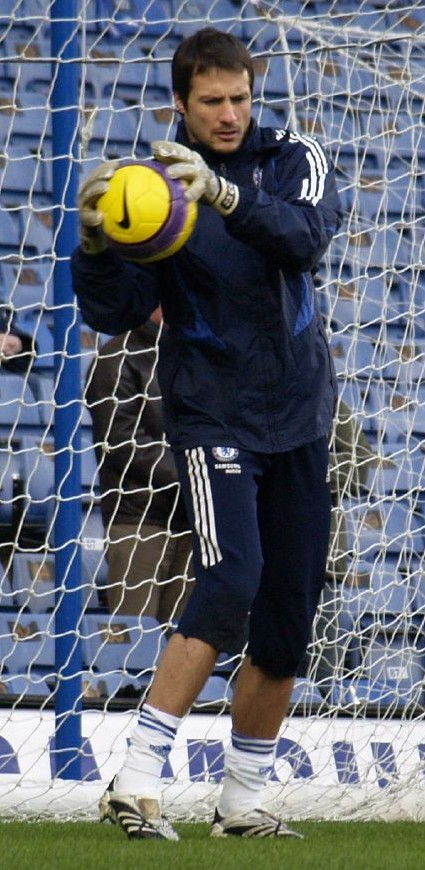
Cudicini in allenamento al Chelsea nel 2008

Nella stagione 2002-2003 gioca 36 partite di campionato con il Chelsea, che è giunto quarto e si è qualificato per la fase preliminare della UEFA Champions League. Nella stagione 2002 viene premiato come miglior portiere della Premier League.
Nel 2003-2004, sotto la guida di Claudio Ranieri, anche a causa di un infortunio colleziona 26 presenze in campionato. L'arrivo, con la nuova stagione 2004-2005, dell'allenatore José Mourinho e soprattutto del portiere ceco Petr Čech riportano Cudicini in panchina.

##### Ultimi anni
Il 26 gennaio 2009, dopo dieci anni al Chelsea, in larga parte passati in panchina, viene ceduto al Tottenham a titolo gratuito. Il 12 novembre 2009 subisce un incidente in moto dove si frattura il bacino e i polsi, che rischiò di compromettergli il prosieguo di carriera.

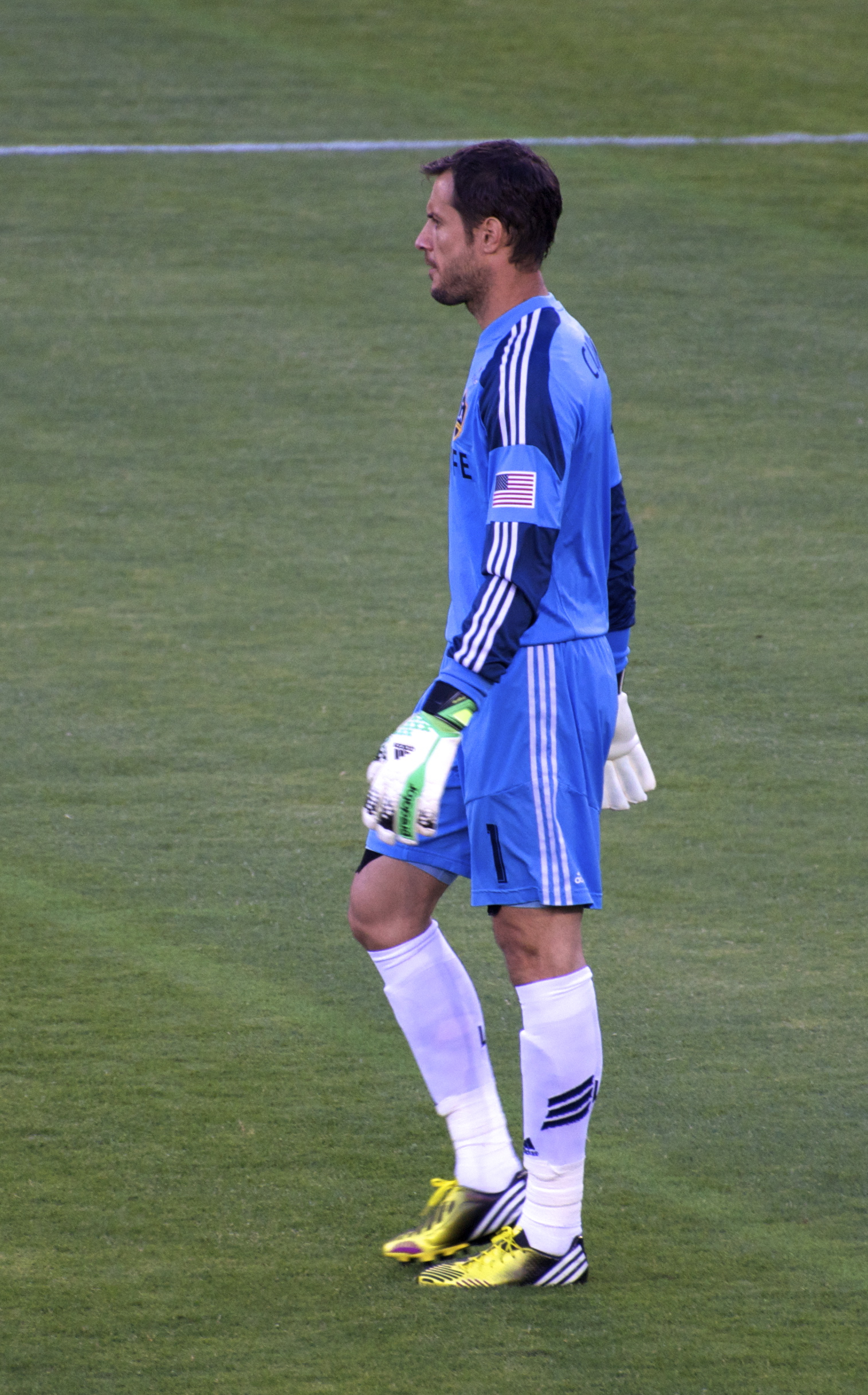
Cudicini ai Los Angeles Galaxy nel 2013

Nel frattempo, per la partita tra Chelsea e Arsenal del 3 ottobre 2010, Cudicini lavora, al fianco di Massimo Marianella, come commentatore per Sky; ripete l'esperienza l'8 gennaio 2012 per il derby mancuniano di FA Cup tra Manchester City e Manchester United.
Il 1º gennaio 2013 il Tottenham ufficializza l'accordo con i Los Angeles Galaxy per il trasferimento in California di Cudicini, che lascia così gli Spurs dopo quattro anni in cui ha totalizzato 37 presenze con la maglia della squadra londinese.

#### Nazionale
Dopo aver disputato 20 partite con la nazionale Under-18, entra nel giro dell'Under-21, con cui disputa una partita, il 20 gennaio 1993 contro la Romania (gara vinta 1-0 dagli azzurrini).
Nel novembre 2002 riceve l'unica convocazione nella nazionale maggiore, in occasione di una partita amichevole contro la Turchia (terminata 1-1), senza scendere in campo.

### Allenatore
Nel 2015 viene nominato ambasciatore del Chelsea. Il 24 marzo entra a far parte dello staff tecnico di Noel King come preparatore dei portieri della nazionale Under-21 di calcio dell'Irlanda.
Il 22 luglio 2016 con l'arrivo di Antonio Conte come tecnico del Chelsea assume il ruolo di assistente. Rimane assistente anche sotto la guida di Maurizio Sarri.
Dal 2 agosto 2019 è responsabile dei giocatori in prestito del Chelsea oltreché essere Club Ambassador.

## Statistiche

### Presenze e reti nei club
| Stagione                | Squadra                 | Campionato              | Campionato | Campionato | Coppe nazionali | Coppe nazionali | Coppe nazionali | Coppe continentali | Coppe continentali | Coppe continentali | Altre coppe | Altre coppe | Altre coppe | Totale | Totale |
| Stagione                | Squadra                 | Comp                    | Pres       | Reti       | Comp            | Pres            | Reti            | Comp               | Pres               | Reti               | Cpmp        | Pres        | Reti        | Pres   | Reti   |
| ----------------------- | ----------------------- | ----------------------- | ---------- | ---------- | --------------- | --------------- | --------------- | ------------------ | ------------------ | ------------------ | ----------- | ----------- | ----------- | ------ | ------ |
| 1992-1993               | Milan                   | A                       | 0          | 0          | CI              | 1               | -2              | UCL                | 2                  | 0                  | SI          | 0           | 0           | 3      | -2     |
| 1993-1994               | Como                    | C1                      | 6          | -4         | CI+CI-C         | 1+0             | -2              | -                  | -                  | -                  | -           | -           | -           | 7      | -6     |
| 1994-1995               | Milan                   | A                       | 0          | 0          | CI              | 0               | 0               | UCL                | 0                  | 0                  | SI+SU+CInt  | 0           | 0           | 0      | 0      |
| Totale Milan            | Totale Milan            | Totale Milan            | 0          | 0          |                 | 1               | -2              |                    | 2                  | 0                  |             | 0           | 0           | 3      | -2     |
| 1995-1996               | Prato                   | C1                      | 30         | -28        | CI-C            | 0               | 0               | -                  | -                  | -                  | -           | -           | -           | 30     | -28    |
| 1996-1997               | Lazio                   | A                       | 1          | -1         | CI              | 0               | 0               | CU                 | 0                  | 0                  | -           | -           | -           | 1      | -1     |
| 1997-1998               | Castel di Sangro        | B                       | 14         | -26        | CI              | 2               | -4              | -                  | -                  | -                  | -           | -           | -           | 16     | -30    |
| 1998-1999               | Castel di Sangro        | C1                      | 32         | -33        | CI+CI-C         | 6+0             | -3              | -                  | -                  | -                  | -           | -           | -           | 38     | -36    |
| Totale Castel di Sangro | Totale Castel di Sangro | Totale Castel di Sangro | 46         | -59        |                 | 8               | -7              |                    | -                  | -                  |             | -           | -           | 54     | -66    |
| 1999-2000               | Chelsea                 | PL                      | 1          | 0          | FACup+CdL       | 0+1             | -1              | UCL                | 1                  | 0                  | -           | -           | -           | 3      | -1     |
| 2000-2001               | Chelsea                 | PL                      | 24         | -27        | FACup+CdL       | 3+0             | -5              | CU                 | 2                  | -2                 | CS          | 0           | 0           | 29     | -34    |
| 2001-2002               | Chelsea                 | PL                      | 28         | -27        | FACup+CdL       | 8+5             | -6 + -6         | CU                 | 0                  | 0                  | -           | -           | -           | 41     | -39    |
| 2002-2003               | Chelsea                 | PL                      | 36         | -36        | FACup+CdL       | 5+3             | -5 + -3         | CU                 | 2                  | -5                 | -           | -           | -           | 46     | -49    |
| 2003-2004               | Chelsea                 | PL                      | 26         | -20        | FACup+CdL       | 3+0             | -2              | UCL                | 11                 | -5                 | -           | -           | -           | 40     | -27    |
| 2004-2005               | Chelsea                 | PL                      | 3          | -2         | FACup+CdL       | 3+4             | -2 + -1         | UCL                | 1                  | 0                  | -           | -           | -           | 11     | -5     |
| 2005-2006               | Chelsea                 | PL                      | 4          | -1         | FACup+CdL       | 6+1             | -6 + -1         | UCL                | 1                  | 0                  | CS          | 0           | 0           | 12     | -8     |
| 2006-2007               | Chelsea                 | PL                      | 8          | -3         | FACup+CdL       | 0+1             | 0               | UCL                | 1                  | -1                 | CS          | 1           | -2          | 11     | -6     |
| 2007-2008               | Chelsea                 | PL                      | 10         | -7         | FACup+CdL       | 2+2             | -2 + -3         | UCL                | 5                  | -2                 | CS          | 0           | 0           | 19     | -14    |
| 2008-gen. 2009          | Chelsea                 | PL                      | 2          | 0          | FACup+CdL       | 1+1             | -1 + -1         | UCL                | 0                  | 0                  | -           | -           | -           | 4      | -2     |
| Totale Chelsea          | Totale Chelsea          | Totale Chelsea          | 142        | -123       |                 | 49              | -45             |                    | 24                 | -15                |             | 1           | -2          | 216    | -185   |
| gen.-giu. 2009          | Tottenham               | PL                      | 4          | -5         | FACup+CdL       | 0               | 0               | CU                 | 0                  | 0                  | -           | -           | -           | 4      | -5     |
| 2009-2010               | Tottenham               | PL                      | 7          | -11        | FACup+CdL       | 0+1             | -1              | -                  | -                  | -                  | -           | -           | -           | 8      | -12    |
| 2010-2011               | Tottenham               | PL                      | 8          | -7         | FACup+CdL       | 1+0             | 0               | UCL                | 4                  | -6                 | -           | -           | -           | 13     | -13    |
| 2011-2012               | Tottenham               | PL                      | 0          | 0          | FACup+CdL       | 6+0             | -7              | UEL                | 5                  | -2                 | -           | -           | -           | 11     | -9     |
| 2012-gen. 2013          | Tottenham               | PL                      | 0          | 0          | FACup+CdL       | 0+1             | 0               | UEL                | 0                  | 0                  | -           | -           | -           | 1      | 0      |
| Totale Tottenham        | Totale Tottenham        | Totale Tottenham        | 19         | -23        |                 | 9               | -8              |                    | 9                  | -8                 |             | -           | -           | 37     | -39    |
| 2013                    | LA Galaxy               | MLS                     | 21         | -27        | USOC            | 0               | 0               | CCL                | 4                  | -4                 | -           | -           | -           | 25     | -31    |
| Totale carriera         | Totale carriera         | Totale carriera         | 265        | -265       |                 | 68              | -64             |                    | 39                 | -27                |             | 1           | -2          | 373    | -358   |

## Palmarès

### Giocatore

#### Club

##### Competizioni nazionali
- Campionato italiano: 1

Milan: 1992-1993
- Supercoppa italiana: 2

Milan: 1992, 1994
- Campionato inglese: 2

Chelsea: 2004-2005, 2005-2006
- Coppa d'Inghilterra: 2

Chelsea: 1999-2000, 2006-2007
- Coppa di Lega inglese: 2

Chelsea: 2004-2005, 2006-2007
- Charity/Community Shield: 2

Chelsea: 2000, 2005

##### Competizioni internazionali
- Supercoppa UEFA: 1

Milan: 1994